# Biểu đồ Hubble
Biểu đồ Hubble là một sơ đồ phân loại hình thái học cho các thiên hà do Edwin Hubble phát minh vào năm 1926. Nó thường được gọi một cách thông tục là biểu đồ âm thoa Hubble vì trong cách biểu diễn truyền thống nó giống như một âm thoa. Tuy nhiên, vào tháng 6 năm 2019, các nhà khoa học nghiệp dư thông qua Galaxy Zoo thông báo rằng phân loại Hubble thông thường, đặc biệt khi xét đến các thiên hà xoắn ốc, có thể không được hỗ trợ và có thể cần cập nhật.

Sơ đồ kiểu âm thoa của Biểu đồ Hubble

Biểu đồ Hubble chia các thiên hà thông thường thành ba lớp rộng - elip, hạt đậu và xoắn ốc - dựa trên hình thức của chúng (ban đầu trên các tấm phim). Lớp thứ tư chứa các thiên hà có hình dạng không bình thường. Chuỗi Hubble là hệ thống được sử dụng phổ biến nhất để phân loại các thiên hà, cả trong nghiên cứu thiên văn chuyên nghiệp và thiên văn nghiệp dư.

## Các lớp thiên hà

### Thiên hà elip

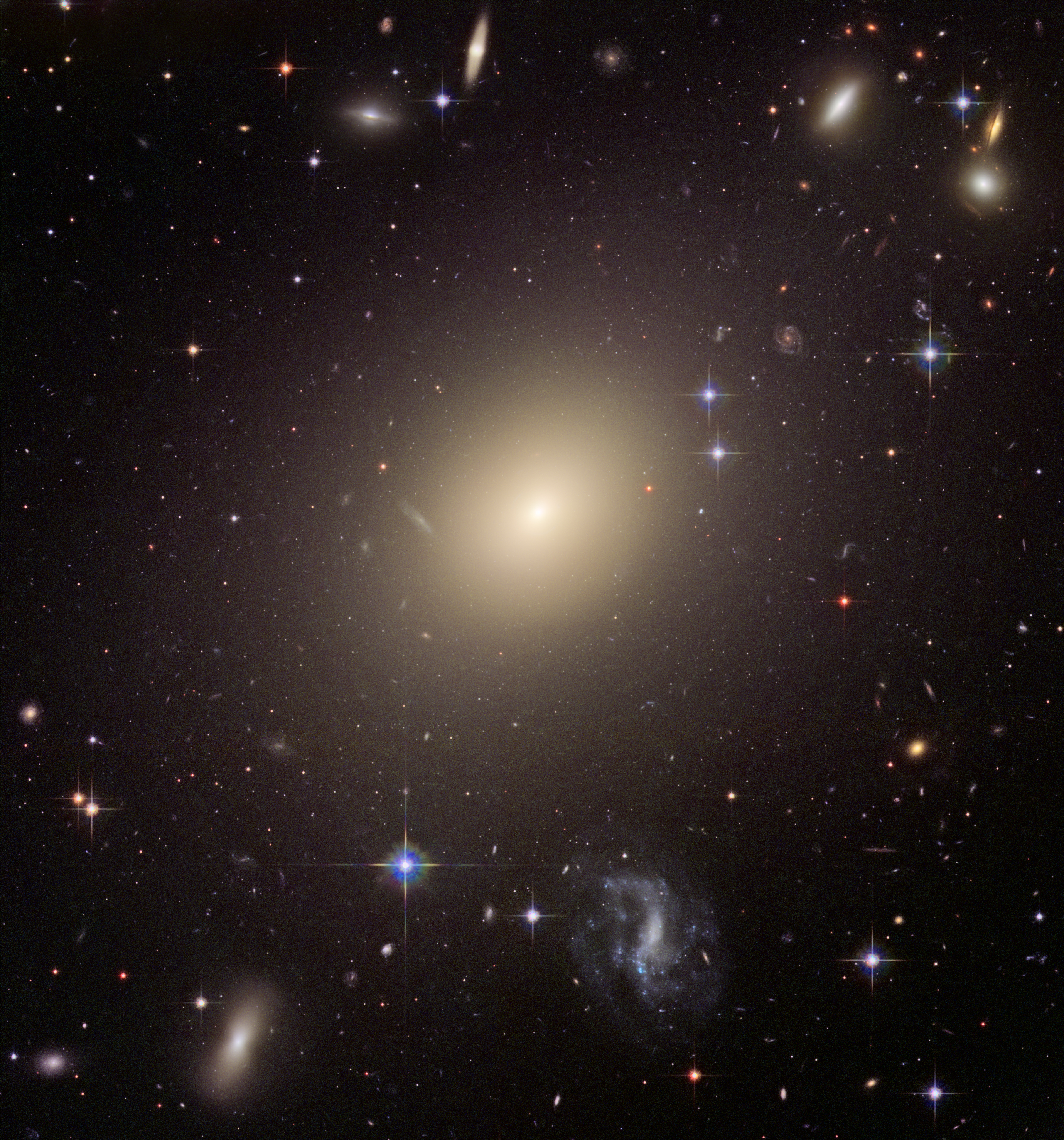
Thiên hà hình elip khổng lồ ESO 325-G004.

Ở bên trái của biểu đồ (theo cách nó thường được vẽ) là các thiên hà elip. Các thiên hà hình elip có phân bố ánh sáng tương đối trơn, không đặc trưng và có dạng hình elip trong các ảnh chụp. Chúng được ký hiệu bằng chữ E, theo sau là số nguyên n biểu thị mức độ elip của chúng trên bầu trời. Theo quy ước, n bằng mười lần độ elip của thiên hà, được làm tròn đến số nguyên gần nhất, trong đó độ elip được định nghĩa là e = 1 − b/a cho một elip có các  bán trục chính và bán trục phụ có độ dài tương ứng là a và b.  Mức độ elip tăng từ trái sang phải trên biểu đồ Hubble, với các thiên hà gần tròn (E0) nằm ở bên trái của biểu đồ. Điều quan trọng cần lưu ý là mức độ elip của một thiên hà chỉ liên quan gián tiếp đến hình dạng 3 chiều thực sự (ví dụ: thiên hà dẹt, hình đĩa có thể gần như tròn nếu nhìn trực diện hoặc như một hình elip cao nếu nhìn vào cạnh). Theo quan sát, các thiên hà elip dẹt nhất có độ elip e = 0,7 (ký hiệu là E7). Tuy nhiên, từ việc nghiên cứu cách chiếu sáng và mức độ elip, thay vì chỉ nhìn vào hình ảnh, vào những năm 1960 người ta nhận ra rằng các thiên hà E5-E7 có thể là thiên hà dạng thấu kính bị phân loại sai, do các thiên hà hình đĩa rất lớn này được quan sát ở nhiều độ nghiêng khác nhau. Các quan sát về chuyển động học của các thiên hà kiểu sơ khai càng khẳng định điều này.
Ví dụ về các thiên hà elip: M49, M59, M60, M87, NGC 4125.

### Thiên hà thấu kính

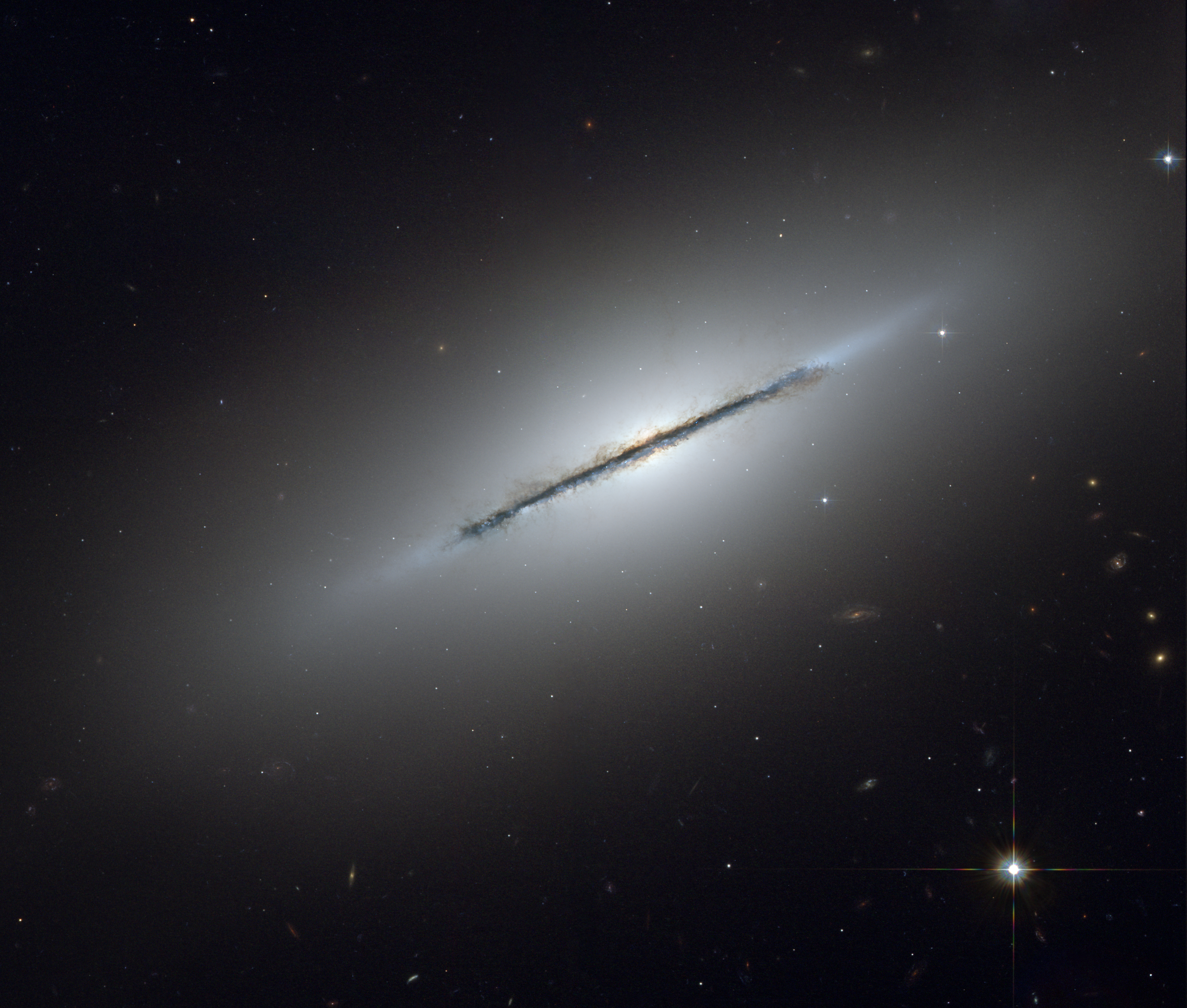
Thiên hà Con suốt (NGC 5866), một thiên hà dạng thấu kính với làn bụi nổi bật trong chòm sao Draco.

Tại trung tâm của biểu đồ Hubble, nơi hai nhánh thiên hà xoắn ốc và nhánh hình elip kết hợp với nhau, là một lớp thiên hà trung gian được gọi là thiên hà thấu kính và được ký hiệu S0. Những thiên hà này bao gồm một phần lồi sáng ở trung tâm, có bề ngoài tương tự như một thiên hà hình elip, được bao quanh bởi một cấu trúc dạng đĩa kéo dài. Không giống như các thiên hà xoắn ốc, các đĩa của các thiên hà dạng thấu kính không quan sát thấy các cấu trúc xoắn ốc và không tích cực hình thành sao với số lượng đáng kể.
Khi chỉ đơn giản nhìn vào hình ảnh của một thiên hà, các thiên hà dạng thấu kính với các đĩa tương đối trực diện rất khó phân biệt với các thiên hà elip thuộc loại E0 – E3, khiến cho việc phân loại nhiều thiên hà như vậy không được chắc chắn. Khi nhìn vào cạnh, cấu trúc đĩa trở nên rõ ràng hơn và các làn bụi nổi bật đôi khi có thể nhìn thấy do cản ánh sáng.
Vào thời điểm ban đầu công bố sơ đồ phân loại thiên hà của Hubble, sự tồn tại của các thiên hà dạng thấu kính hoàn toàn chỉ là giả thuyết. Hubble tin rằng chúng cần phải có như một giai đoạn trung gian giữa thiên hà elip rất dẹt và các thiên hà xoắn ốc. Các quan sát sau đó (của chính Hubble và những người khác) cho thấy niềm tin của Hubble là đúng và lớp S0 đã được Allan Sandage đưa vào bản giải thích cuối cùng của sơ đồ Hubble. Không có trong chuỗi Hubble là các thiên hà kiểu sơ khai với các đĩa quy mô trung bình, ở giữa kiểu E và S0, Martha Liller đã ký hiệu chúng là các thiên hà ES vào năm 1966.
Thiên hà dạng thấu kính và thiên hà xoắn ốc cùng với nhau thường được gọi là thiên hà đĩa. Tỷ lệ chỗ phình ra so với đĩa trong các thiên hà dạng thấu kính có thể có nhiều giá trị, giống như đối với từng loại hình thái thiên hà xoắn ốc (Sa, Sb, v.v.).
Ví dụ về các thiên hà dạng thấu kính: M85, M86, NGC 1316, NGC 2787, NGC 5866, Centaurus A.

### Thiên hà xoắn ốc

Thiên hà Chong chóng (Messier 101 / NGC 5457): thiên hà xoắn ốc được phân loại là loại Scd trên chuỗi Hubble

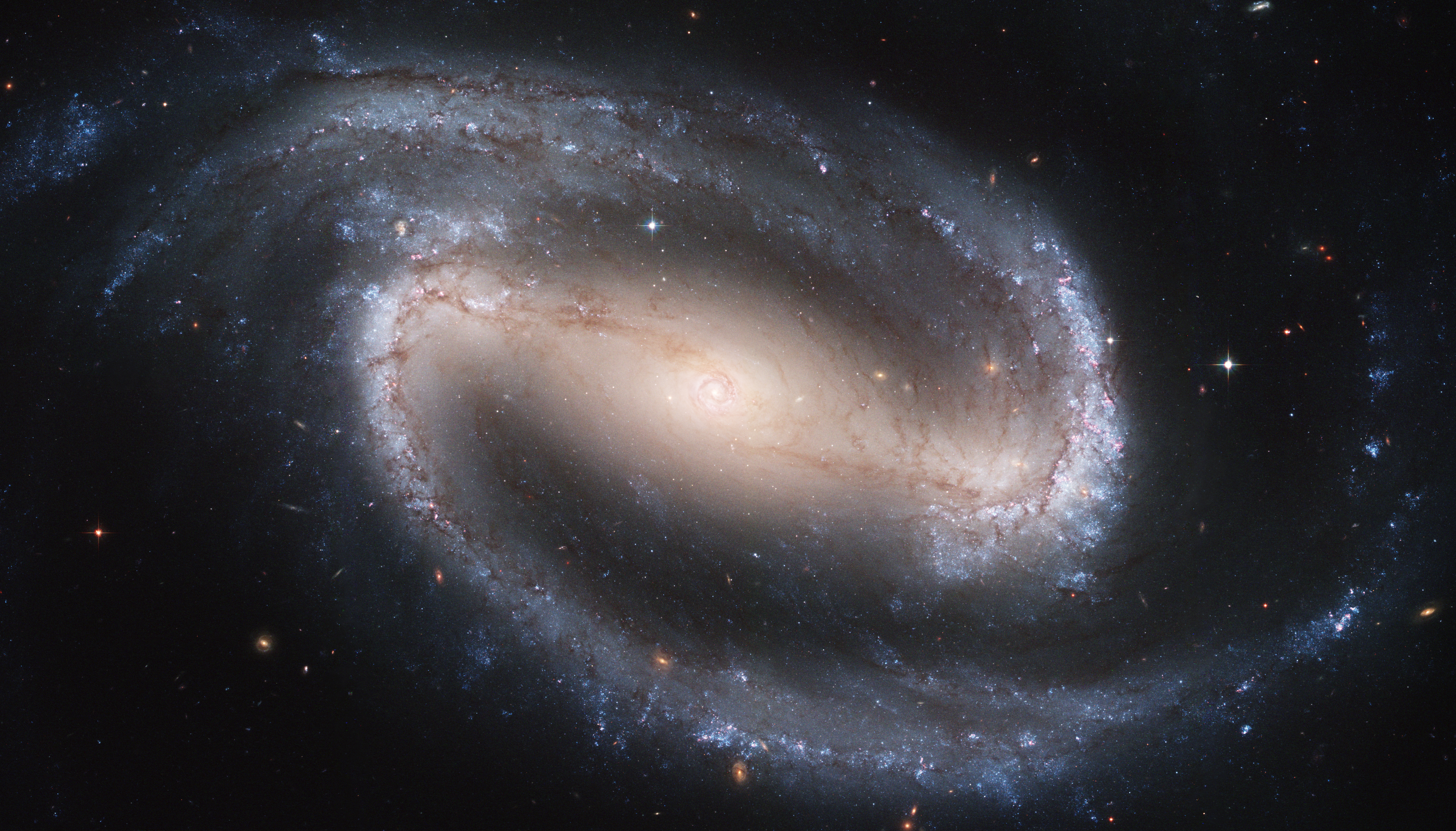
Thiên hà xoắn ốc có thanh NGC 1300: một loại SBbc

Ở bên phải của biểu đồ Hubble là hai nhánh song song bao gồm các thiên hà xoắn ốc. Thiên hà xoắn ốc bao gồm một đĩa dẹt, với các ngôi sao tạo thành cấu trúc xoắn ốc (thường là hai nhánh) và sự tập trung các ngôi sao  được gọi là chỗ phình. Gần một nửa trong số tất cả các thiên hà xoắn ốc cũng được quan sát thấy có cấu trúc giống như thanh, với thanh kéo dài từ phần phình trung tâm và các nhánh bắt đầu ở hai đầu của thanh. Trong sơ đồ âm thoa, các thiên hà xoắn ốc thông thường chiếm nhánh trên và được ký hiệu bằng chữ S, trong khi nhánh dưới chứa các thiên hà xoắn ốc có thanh, được ký hiệu SB. Cả hai loại thiên hà xoắn ốc đều được chia ra nhỏ hơn tùy theo hình thái chi tiết của cấu trúc xoắn ốc của chúng. Cách sắp xếp trong từng phân loại nhỏ hơn này được biểu thị bằng cách thêm một chữ cái viết thường vào loại hình thái, như sau:
- Sa (SBa) - các nhánh quấn chặt, trơn; phình trung tâm lớn, sáng
- Sb (SBb) - nhánh quấn ít chặt hơn Sa (SBa); phình trung tấm hơi mờ hơn
- Sc (SBc) - các nhánh quấn lỏng lẻo, phân giải rõ ràng thành các cụm sao và tinh vân riêng lẻ; phình trung tâm nhỏ hơn, mờ hơn

Ban đầu, Hubble mô tả ba lớp thiên hà xoắn ốc. Điều này được mở rộng bởi Gérard de Vaucouleurs  để có lớp thứ tư:
- Sd (SBd) - các nhánh quấn rất lỏng lẻo, rời rạc; hầu hết độ sáng tập trung vào các nhánh, không phải chỗ phình

Mặc dù hoàn toàn là một phần của hệ thống phân loại de Vaucouleurs, lớp Sd thường được thêm vào chuỗi Hubble. Các kiểu thiên hà xoắn ốc cơ bản có thể được mở rộng để có thể phân biệt hình thái rõ hơn. Ví dụ, các thiên hà xoắn ốc có hình thái trung gian giữa hai trong số các lớp trên thường được xác định bằng cách thêm hai chữ cái thường vào loại thiên hà chính (ví dụ: Sbc cho một thiên hà trung gian giữa Sb và Sc).
Dải Ngân hà của chúng ta thường được phân loại là SBb hoặc SBc, tức là một hình xoắn ốc có thanh với các nhánh được xác định rõ ràng.
Ví dụ về các thiên hà xoắn ốc thông thường: M31 (Thiên hà Tiên nữ), M74, M81, M104 (Thiên hà Sombrero), M51a (Thiên hà Xoáy nước), NGC 300, NGC 772.
Ví dụ về các thiên hà xoắn ốc có thanh: M91, M95, NGC 1097, NGC 1300, NGC1672, NGC 2536, NGC 2903.

### Thiên hà dị thường

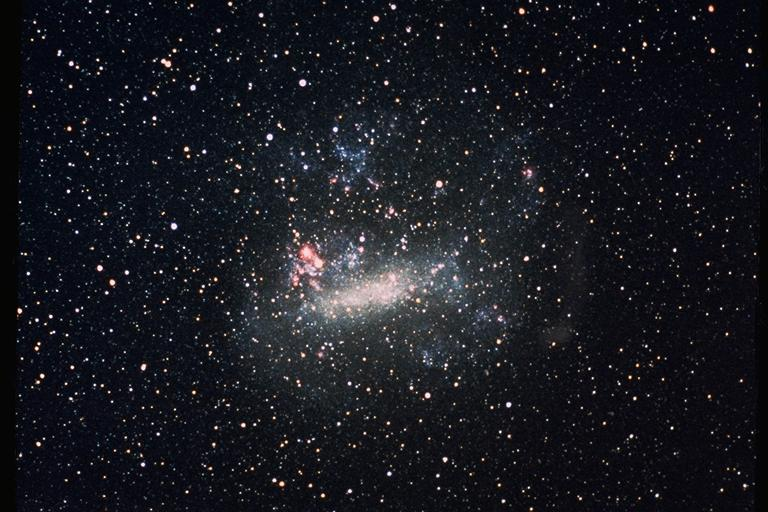
Đám mây Magellan Lớn (LMC) - một thiên hà bất thường lùn

Các thiên hà không phù hợp với sơ đồ Hubble do không có cấu trúc đều (giống hình đĩa hoặc hình elip) được gọi là thiên hà không đều. Hubble đã xác định hai lớp thiên hà không đều:
- Các thiên hà Irr I có cấu trúc không đối xứng và thiếu phần lồi trung tâm hoặc cấu trúc xoắn ốc rõ ràng; thay vào đó chúng chứa nhiều cụm sao trẻ riêng lẻ
- Các thiên hà Irr II có hình thái trơn hơn, không đối xứng và không phân giải rõ ràng thành các sao hoặc cụm sao riêng lẻ

Trong phần mở rộng của sơ đồ Hubble của mình, de Vaucouleurs đã gọi các thiên hà Irr I là 'các thiên hà dị thường Magellan', theo tên của các Đám mây Magellan - hai vệ tinh của Dải Ngân hà mà Hubble phân loại là Irr I. Việc phát hiện ra cấu trúc xoắn ốc mờ trong Đám mây Magellan Lớn đã dẫn đến việc de Vaucouleurs phân chia thêm các thiên hà không đều thành những thiên hà giống như LMC có một số dấu hiệu về cấu trúc xoắn ốc (chúng được ký hiệu là Sm) và những thiên hà không có cấu trúc rõ ràng, chẳng hạn như Đám mây Magellan Nhỏ (được ký hiệu là Im). Trong chuỗi Hubble mở rộng, các thiên hà dị thường Magellan thường được đặt ở cuối nhánh xoắn ốc của sơ đồ Hubble.
Ví dụ về các thiên hà không đều: M82, NGC 1427A, Đám mây Magellan lớn, Đám mây Magellan nhỏ.

## Ý nghĩa vật lý
Thiên hà hình elip và thiên hà dạng thấu kính thường được gọi chung là thiên hà loại sơ khai, trong khi thiên hà xoắn ốc và không đều được gọi là loại muộn. Danh pháp này là nguồn gốc của niềm tin phổ biến  nhưng sai lầm rằng, sơ đồ Hubble muốn phản ánh một trình tự tiến hóa được cho là từ các thiên hà hình elip qua các thiên hà kính rồi đến các thiên hà xoắn ốc có thanh hoặc xoắn ốc thông thường. Trên thực tế, ngay từ đầu, Hubble đã  nói rõ rằng không ngụ ý cách giải thích nào như vậy:
Danh pháp này, được nhấn mạnh, là đề cập đến vị trí trong sơ đồ, và ý nghĩa về mặt thời gian là sai lầm mà một người nào đó có thể mắc phải. Toàn bộ phân loại là hoàn toàn thực nghiệm và không ảnh hưởng đến các lý thuyết tiến hóa...
Bức tranh tiến hóa dường như có trọng lượng bởi thực tế là các đĩa của các thiên hà xoắn ốc được quan sát là nơi có nhiều sao trẻ và các vùng hình thành sao đang hoạt động, trong khi các thiên hà hình elip bao gồm chủ yếu các quần thể sao già. Trên thực tế, bằng chứng hiện tại cho thấy điều ngược lại: Vũ trụ sơ khai dường như tràn ngập các thiên hà xoắn ốc và không đều. Trong bức tranh hiện đang được ưa chuộng về sự hình thành thiên hà, các thiên hà elip ngày nay được hình thành do sự hợp nhất giữa các thiên hà trước đó; trong khi một số thiên hà dạng thấu kính có thể đã hình thành theo cách này, số khác có thể đã bồi tụ đĩa của chúng xung quanh các khối cầu tồn tại từ trước. Một số thiên hà dạng thấu kính cũng có thể là thiên hà xoắn ốc đã tiến hóa, với khí của chúng đã bị mất và không còn nhiên liệu cho quá trình hình thành sao tiếp tục, mặc dù thiên hà LEDA 2108986 đã mở ra cuộc tranh luận về điều này.

## Thiếu sót
Một lời chỉ trích phổ biến đối với lược đồ Hubble là các tiêu chí để gán các thiên hà cho các lớp là chủ quan, dẫn đến việc các nhà quan sát khác nhau gán các thiên hà cho các lớp khác nhau (mặc dù các nhà quan sát có kinh nghiệm thường đồng ý với nhau trong phạm vi ít hơn một phân loại). Mặc dù không thực sự là một thiếu sót, kể từ Bản đồ thiên hà Hubble năm 1961, tiêu chí cơ bản được sử dụng để chỉ định loại hình thái (a, b, c, v.v.) là bản chất của các nhánh xoắn ốc, chứ không phải là  tỷ lệ phình trung tâm so với đĩa, và do đó tồn tại nhiều tỷ lệ khác nhau cho mỗi kiểu hình thái, như với các thiên hà dạng thấu kính.
Một chỉ trích khác đối với sơ đồ phân loại Hubble là với việc phân loại dựa trên hình thái hai chiều của một thiên hà, các lớp chỉ có liên quan gián tiếp đến các đặc tính vật lý thực sự của các thiên hà. Đặc biệt, các vấn đề nảy sinh do góc nhìn. Cùng một thiên hà sẽ trông rất khác, nếu nhìn vào cạnh, thay vì nhìn trực diện hoặc nhìn bên hông. Do đó, trong sơ đồ  các thiên hà sơ khai được thể hiện kém: các thiên hà ES bị thiếu trong chuỗi Hubble và các thiên hà E5 – E7 thực sự là các thiên hà S0. Ngoài ra, các thiên hà  ES có thanh và S0 có thanh cũng bị thiếu.
Việc phân loại bằng hình ảnh cũng ít đáng tin cậy hơn đối với các thiên hà mờ nhạt hoặc ở rất xa, và hình thái của các thiên hà có thể thay đổi tùy thuộc vào bước sóng ánh sáng mà ta quan sát chúng.
Tuy nhiên, sơ đồ Hubble vẫn thường được sử dụng trong lĩnh vực thiên văn học ngoài thiên hà và các phân loại Hubble như được biết là tương quan với nhiều đặc tính vật lý liên quan của các thiên hà, chẳng hạn như độ sáng, màu sắc, khối lượng (của sao và khí) và tốc độ hình thành sao.